# Gerhard Erren

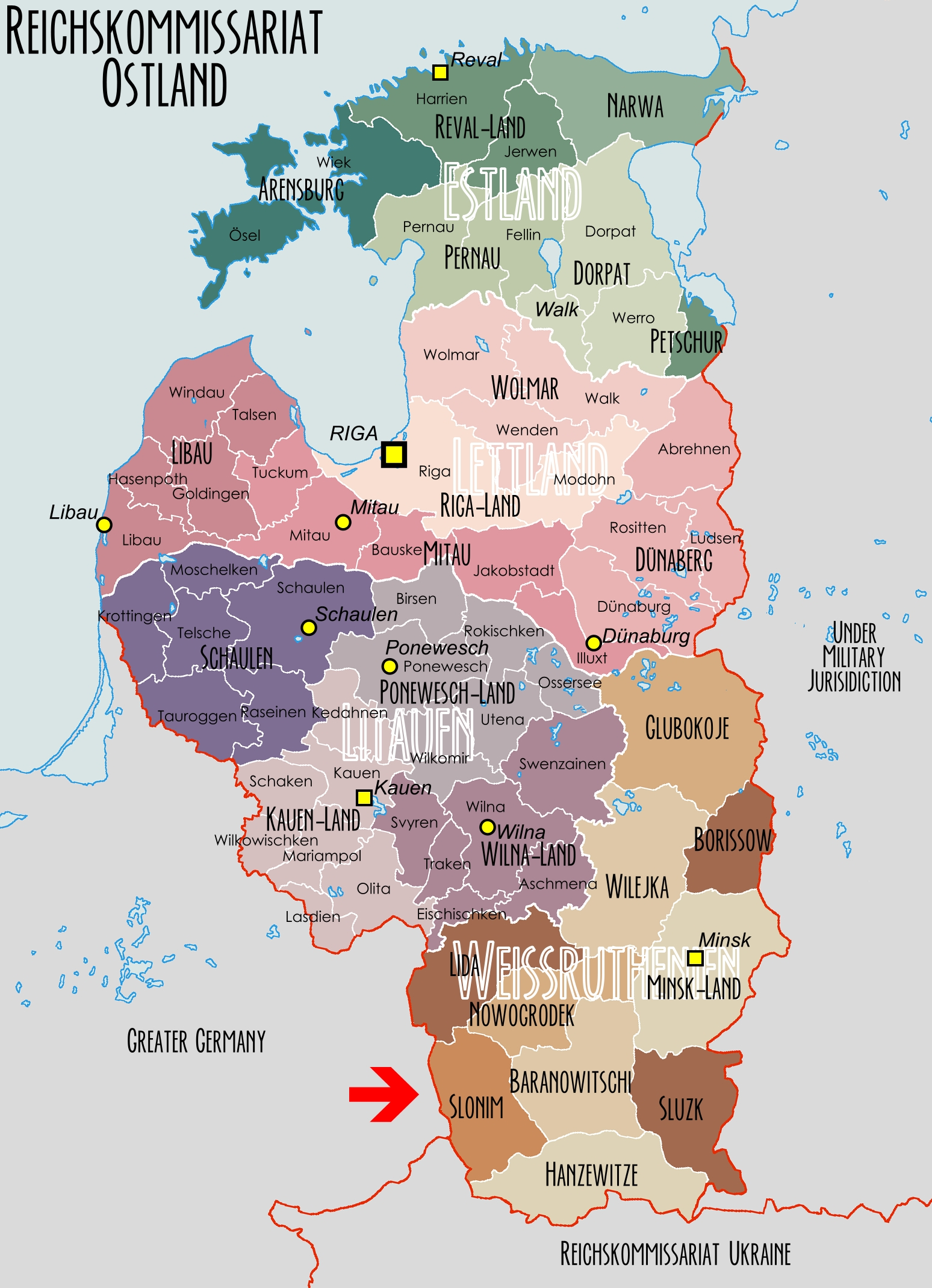
Reichskommissariat Ostland med Gebietskommissariat Slonim utmärkt med en röd pil.

Gerhard Josef Arnold Erren, född 4 mars 1901 i Mittenbrück, död 17 juli 1984 i Hamburg-Bergedorf, var en tysk militär och SS-Sturmbannführer. Under andra världskriget var han Gebietskommissar (områdeskommissarie) för Slonim i Reichskommissariat Ostland och ansvarig för tusentals judars död.

## Biografi
Åren efter första världskriget tillhörde Erren olika frikårer och Grenzschutz-förband. Senare genomgick han lärarutbildning och fick anställning som idrottslärare i Oberschlesien. I oktober 1928 gifte sig Erren med Maria Müller. Erren blev den 1 maj 1933 medlem i Nationalsocialistiska tyska arbetarepartiet (NSDAP) och kom att vara verksam vid en av partiets idrottsskolor. Efter ytterligare lärarstudier anställdes Erren vid NS-Ordensburg Krössinsee, en av SS:s tre ordensborgar, i närheten av Falkenburg.

### Andra världskriget
Den 1 september 1939 anföll Tyskland sin östra granne Polen och andra världskriget utbröt. Från december 1939 till juli 1941 var Erren inkallad till krigstjänstgöring i Wehrmacht. Efter igångsättandet av Operation Barbarossa, det tyska fälttåget mot Sovjetunionen, utnämndes Erren i augusti 1941 till Gebietskommissar i Slonim i Vitryssland; han var såväl politisk som regional ledare för NSDAP. I kraft av detta ämbete var han ansvarig för massmord på tusentals judar. I oktober 1942 kungjorde Erren i en rapport:
| ” | Jag är glad att kunna konstatera att de ursprungligen 25 000 judarna i området har minskat till 500. | „ |

I Gebietskommissariat Slonim förföljdes och jagades judarna skoningslöst. Vid en operation beväpnade sig bland annat polisenheter med kofotar, gevär, handgranater och yxor och begav sig till stadens getto. De flesta judarna gav sig frivilligt iväg till den angivna uppsamlingsplatsen, men en del stannade i sina bostäder bakom låsta dörrar, bedjande och tröstande varann. De gömde sig i källare eller under golvplankor. Tyskarna bröt sig in i husen och kastade in handgranater i källarutrymmena. Några "särskilt sadistiska personer" (besonders sadistische Leute) sköt ihjäl dem som gömde sig med spårljusammunition. Gettot i Slonim sattes i brand och de judar som hade överlevt i källare eller underjordiska gångar kvävdes till döds eller krossades under de sammanstörtande byggnaderna. Erren bar även ansvaret för massarkebuseringar, bland annat i Žyrovičy-skogen söder om Slonim.
I juli 1944 lämnade Erren sitt ämbete för att undkomma den avancerande Röda armén. Han hade relativt sent upptagits i Schutzstaffel (SS) och var från februari 1945 ansvarig för ideologisk utbildning inom Waffen-SS.

### Efter andra världskriget
Efter andra världskriget befann sig Erren i brittisk krigsfångenskap fram till och med januari 1948. Genom att dölja sitt förflutna kunde Erren återuppta sitt läraryrke i Västtyskland. När en förundersökning inleddes mot honom, avskedades han 1960. Från 1961 till 1971 verkade han som lärare vid en privatskola.
Den 25 juni 1974 dömdes Erren av Landgericht Hamburg till livstids fängelse. Domstolen fastslog, att Erren var skyldig till 15 000 judars död. Bundesgerichtshof upphävde dock denna dom på formella grunder och avvisade rättegången i Landgericht Hamburg. Ett förnyat rättsförfarande 1976 inställdes, då Errens hälsa inte tillät detta.